# Campionati francesi di sci alpino 1991
Ai Campionati francesi di sci alpino 1991 furono assegnati i titoli di discesa libera, supergigante, slalom gigante, slalom speciale e combinata, sia maschili sia femminili.

## Risultati
| Specialità      | Uomini            | Donne            |
| --------------- | ----------------- | ---------------- |
| Discesa libera  | Jean-Luc Crétier  | Régine Cavagnoud |
| Supergigante    | Christophe Saioni | Florence Masnada |
| Slalom gigante  | Alain Feutrier    | Florence Masnada |
| Slalom speciale | Didier Schmidt    | Florence Masnada |
| Combinata       | Jean-Luc Crétier  | Florence Masnada |